# Jairo Guedez
Jairo Guedez Braga (João Monlevade, 25 de novembro de 1968) é um guitarrista brasileiro, que iniciou sua carreira musical na banda mineira de Heavy metal Sepultura, nos anos 80.
Tocou também em outras bandas, entre elas a The Mist, a Eminence e a Overdose. Tocou com o Sepultura na Bahia, em comemoração dos 25 anos de existência da banda.
Vive atualmente em  Belo Horizonte, e está tocando guitarra na sua nova banda, a The Southern Blacklist e na banda de death metal The Troops of Doom 
Em 2023, também iniciou um projeto com seus parceiros de banda da The Mist, Chris Salles e Fábio Andrey, chamado de The Darkness Foundation 